# Nuclear Physics
Nuclear Physics — науковий журнал, що розглядає проблеми атомної та ядерної фізики, який публікує видавництво Elsevier. Заснований 1956 року, в 1967 році розділений на два журнали: Nuclear Physics A і Nuclear Physics B. Від 1987 року видається серія додатків до журналу Nuclear Physics B, під назвою Nuclear Physics B: Proceedings Supplements.

## Реферування та індексування

### Nuclear Physics A
- Current Contents /Physics, Chemical, & Earth Sciences
- Scopus
- Zentralblatt MATH

### Nuclear Physics B
- Chemical Abstracts
- Current Contents/Physics, Chemical, & Earth Sciences
- Scopus
- Zentralblatt MATH